# Michele Pirro
Pour les articles homonymes, voir Pirro.

Michele Pirro, né le 5 juillet 1986 à San Giovanni Rotondo, est un pilote de vitesse moto italien. Il est pilote d'essai pour le team usine Ducati en MotoGP et roule occasionnellement en tant que pilote Wild card.

## Championnat du monde 125 cm3 (2003–2006)
Pirro a commencé sa carrière en Grand Prix en tant que pilote Wild card au  Grand Prix d'Italie 2003 dans la catégorie  125 cm3, sur une moto Aprilia.
Après avoir remporté le Championnat d'Europe 125cc en 2004. Il participe en  2005 en tant que pilote à plein temps de l'écurie Malaguti, et marquerat 3 points au Grand Prix de Chine et terminant la saison à la 33e place. En  2006, il a continue à courir dans la catégorie  125 cm3 sur une Aprilia – puis une Honda – sans marquer le moindre points.

## Championnat national italien (2007–2008)
En 2007 et 2008, il remporte le championnat national italien dans la catégorie Superstock sur une Yamaha YZF-R1.

## Championnat du monde Supersport (2009-2010)
En 2009 , il participe au Championnat du monde de Supersport, terminant à la 11e place. La même année, il remporte le championnat italien Supersport.
L'année suivante, il rejoint l'équipe Honda et termine à la 5e place, avec une victoire à Imola. Il fait également une apparition en Championnat du monde Moto2 au Grand Prix d'Aragon, terminant à la 14ème place.

## Championnat du monde Moto2 et MotoGP (2011-2012)
Pirro participe en 2011 au Championnat du monde Moto2 avec l'équipe italienne Gresini. Et remporte un grand prix lors du final de la saison à Valence, deux semaines seulement après la mort du pilote MotoGP de Gresini, Marco Simoncelli, dans un accident lors du Grand Prix de Malaisie.
Il entre ensuite en MotoGP en 2012 avec l'équipe Gresini sur une moto FTR. Avec comme meilleur résultat une cinquième place au Grand Prix de Valence, terminant la saison à la 15e place avec 43 points.

## Résultats

### Par saison
| Saison | Catégorie | Moto     | Course | Victoire | Podium | Pôle | Record du tour | Points | Classement final |
| ------ | --------- | -------- | ------ | -------- | ------ | ---- | -------------- | ------ | ---------------- |
| 2003   | 125 cm3   | Aprilia  | 1      | 0        | 0      | 0    | 0              | 0      | NC               |
| 2004   | 125 cm3   | Aprilia  | 2      | 0        | 0      | 0    | 0              | 0      | NC               |
| 2005   | 125 cm3   | Malaguti | 14     | 0        | 0      | 0    | 0              | 3      | 33e              |
| 2006   | 125 cm3   | Honda    | 12     | 0        | 0      | 0    | 0              | 0      | NC               |
| 2010   | Moto2     | Moriwaki | 1      | 0        | 0      | 0    | 0              | 2      | 38e              |
| 2011   | Moto2     | Moriwaki | 17     | 1        | 2      | 1    | 0              | 84     | 9e               |
| 2012   | MotoGP    | FTR      | 18     | 0        | 0      | 0    | 0              | 43     | 15e              |
| Total  |           |          | 56     | 1        | 2      | 1    | 0              | 105    |                  |

- * Saison en cours.

### Par catégorie
| Catégorie | Année            | 1er GP   | 1er Podium | 1re Victoire | Courses | Victoires | Podiums | Pole | M.tours¹ | Points |
| --------- | ---------------- | -------- | ---------- | ------------ | ------- | --------- | ------- | ---- | -------- | ------ |
| 125 cm3   | 2003–2006        | ITA 2003 |            |              | 29      | 0         | 0       | 0    | 0        | 3      |
| Moto2     | 2010–2011        | ARA 2010 | GBR 2011   | VAL 2011     | 18      | 1         | 2       | 1    | 0        | 86     |
| MotoGP    | 2012–            | QAT 2012 |            |              | 69      | 0         | 0       | 0    | 0        | 234    |
| Total     | 2003-2006, 2010- |          |            |              | 116     | 1         | 2       | 1    | 0        | 323    |

### Courses par année
(Les courses en italique indiquent le record du tour)
| Année | Catégorie | Moto     | 1       | 2       | 3       | 4       | 5      | 6       | 7       | 8       | 9       | 10      | 11      | 12      | 13      | 14      | 15     | 16     | 17    | classement final | Points |
| ----- | --------- | -------- | ------- | ------- | ------- | ------- | ------ | ------- | ------- | ------- | ------- | ------- | ------- | ------- | ------- | ------- | ------ | ------ | ----- | ---------------- | ------ |
| 2003  | 125 cm3   | Aprilia  | JPN     | RSA     | SPA     | FRA     | ITA 29 | CAT     | NED     | GBR     | GER     | CZE     | POR     | RIO     | PAC     | MAL     | AUS    | VAL    |       | NC               | 0      |
| 2004  | 125 cm3   | Aprilia  | RSA     | SPA     | FRA     | ITA 19  | CAT    | NED     | RIO     | GER     | GBR     | CZE     | POR     | JPN     | QAT     | MAL     | AUS    | VAL 16 |       | NC               | 0      |
| 2005  | 125 cm3   | Malaguti | SPA Ret | POR 19  | CHN 13  | FRA Ret | ITA 19 | CAT Ret | NED Ret | GBR Ret | GER Ret | CZE Ret | JPN Ret | MAL Ret | QAT Ret | AUS Ret | TUR    | VAL    |       | 33e              | 3      |
| 2006  | 125 cm3   | Honda    | SPA     | QAT 18  | TUR Ret | CHN 25  | FRA 23 | ITA Ret | CAT 20  | NED Ret | GBR Ret | GER 23  | CZE 19  | MAL 24  | AUS Ret | JPN     | POR    | VAL    |       | NC               | 0      |
| 2010  | Moto2     | Moriwaki | QAT     | SPA     | FRA     | ITA     | GBR    | NED     | CAT     | GER     | CZE     | IND     | RSM     | ARA 14  | JPN     | MAL     | AUS    | POR    | VAL   | 38e              | 2      |
| 2011  | Moto2     | Moriwaki | QAT 8   | SPA 9   | POR 22  | FRA 14  | CAT 12 | GBR 3   | NED 17  | ITA Ret | GER 10  | CZE 18  | IND 20  | RSM 14  | ARA Ret | JPN 13  | AUS 14 | MAL 7  | VAL 1 | 9e               | 84     |
| 2012  | MotoGP    | FTR      | QAT 8   | SPA Ret | POR 8   | FRA Ret | CAT 20 | GBR 6   | NED 3   | GER Ret | ITA DSQ | IND     | CZE     | RSM     | ARA     | JPN     | MAL    | AUS    | VAL   | 14e*             | 16*    |

- * Saison en cours.

Système d’attribution des points
| Position | 1er | 2e | 3e | 4e | 5e | 6e | 7e | 8e | 9e | 10e | 11e | 12e | 13e | 14e | 15e |
| Points   | 25  | 20 | 16 | 13 | 11 | 10 | 9  | 8  | 7  | 6   | 5   | 4   | 3   | 2   | 1   |

| Couleur | Résultat                     |
| ------- | ---------------------------- |
| Or      | Vainqueur                    |
| Argent  | 2e place                     |
| Bronze  | 3e place                     |
| Vert    | Terminé, dans les points     |
| Bleu    | Terminé, pas dans les points |
| Violet  | Abandon (Ab.) ou (Ret)       |
| Violet  | Non classé (NC)              |
| Rouge   | Pas qualifié (DNQ)           |
| Noir    | Disqualifié (DSQ)            |
| Blanc   | Pas au départ (DNS)          |
| Blanc   | Forfait (WD)                 |
| Blanc   | N'a pas participé (DNP)      |
| Blanc   | Blessé (INJ)                 |
| Blanc   | Exclu (EX)                   |
| Blanc   | Course annulée (C)           |